# Petr Veronský
Svatý Petr Veronský, také Petr Mučedník (1205, Verona – † 6. dubna 1252, Farga u Milána) byl italský dominikán, světec katolické církve a mučedník.

## Život

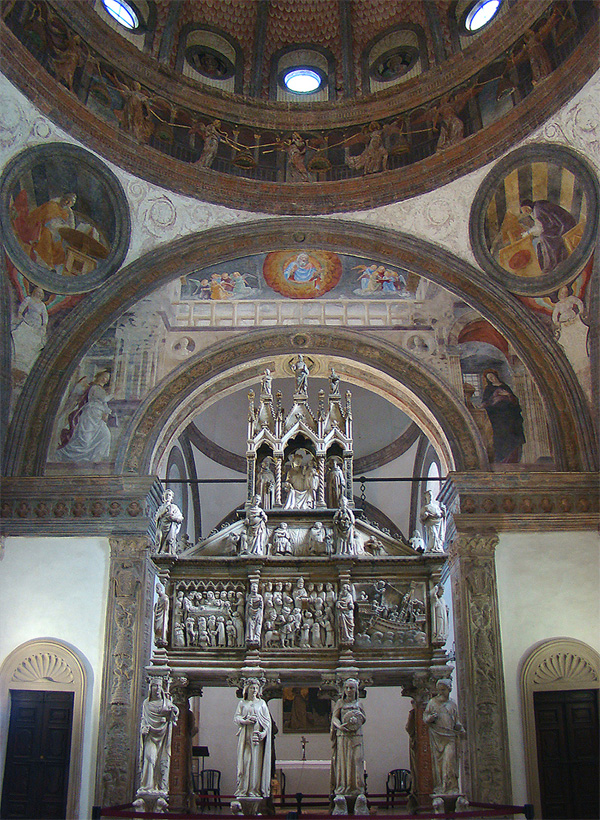
Hrob sv. Petra Veronského, 14. století, kaple rodiny Portinari v chrámě sv. Eustorgia v Miláně

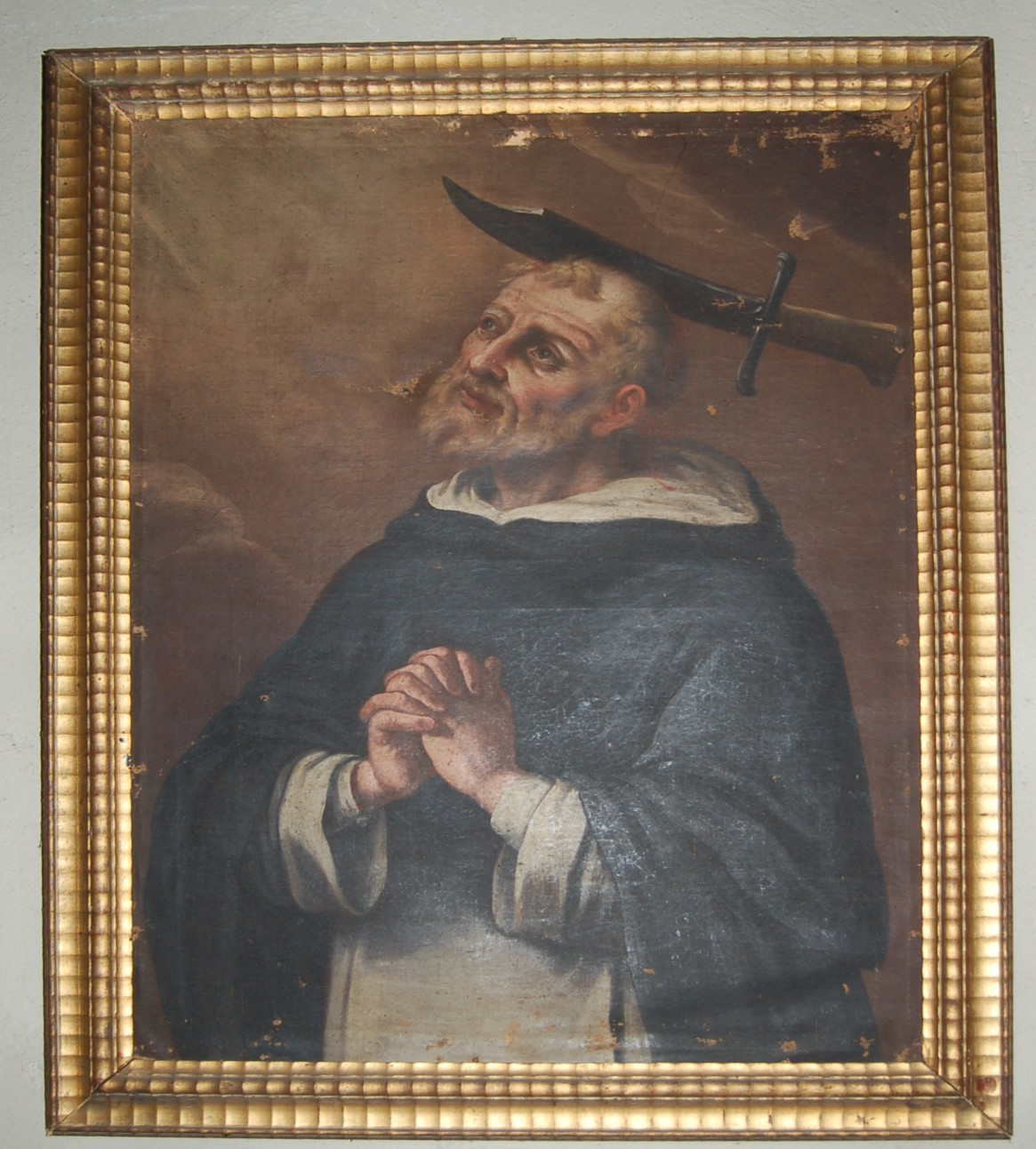
Obraz sv. Petra Veronského, 17. století, chrám sv. Petra Veronského, Tirano, místní část Baruffini, diecéze Como

### Mládí
Narodil se ve Veroně v Itálii v roce 1205 rodičům, kteří se hlásili k albigenským. Protože ve Veroně byly jen katolické školy, Petr poznal i katolickou víru a upřímně k ní přilnul. To se nelíbilo jeho příbuzným. Jeho strýc začal rodiče přemlouvat, aby jej ze studií vzali, ale neposlechli jej.
V roce, kdy zemřel sv. Dominik (1221), vstoupil Petr v Boloni do řádu dominikánů. Horlivě zastával to, co stanovuje řehole a konal kající skutky až do té míry, že si dočasně poškodil zdraví. Byl ale schopen dostát povinnostem řeholníka a začal se připravovat na kazatelskou službu.
Kdosi jej v této době nařkl z jisté věci, které se ale zbožný Petr ve skutečnosti nedopustil (podobné problémy s pomluvami měla za svého života řada světců, i těch poměrně nedávných, např. Pio z Pietrelciny). Když jej vyslýchal převor konventu, Petr se ve své pokoře vůbec nehájil a pronesl, že přijme pokání (které si nezasloužil). Převor jej odeslal kát se do jiného kláštera. Legenda vypráví, že si nad tímto stavem ve kterém se octl, posteskl v modlitbě a jako odpověď od Krista zaslechl: „A co jsem učinil já, že mě přibili na kříž? Nebuď malomyslný a uč se ode mně.“ Od té chvíle bylo Petrovi naprosto jedno, co se s ním bude dít. Trpělivě snášel různé těžkosti a utrpení. Spolubratří si jej začali pro jeho pokoru a odevzdanost do Boží vůle velice vážit, zvlášť když vyšla najevo jeho nevinna.

### Působení
Petr začal z vůle představených zastávat vysoké úřady. Byl jmenován inkvizitorem pro oblast Milánska. Ve svých kázáních se zaměřoval na potírání herezí („kacířství“), které rozšiřovali albigenští a valdenští. Stal se navíc převorem dominikánského konventu (čili kláštera) v Comu a Piacenze.
Působil jako velice úspěšný kazatel ve střední a severní Itálii a ve své horlivosti nepolevil ani, když se dozvěděl, že na něj Albigenští heretici najali vrahy. Zmínil tuto skutečnost v jednom kázání a dodal k tomu, že kdyby jej zabili pro pravou víru, prospěli by mu nejvíce, jak by jen mohli.

### Mučednictví
Když se s jedním řeholním spolubratrem vracel z Coma do Milána, byl napaden najatými vrahy. Jistý Carino z Balsama ho zranil sekerou do hlavy, poté Petr ještě stačil odříkat vyznání víry, načež byl od druhého vraha probodnut dýkou. Těžce poraněn byl i jeho spolubratr, který ale zemřel až o několik dní později. Carino svého činu později litoval a stal se dominikánským laickým bratrem.

## Kanonizace
Zemřelý Petr byl přenesen do kostela sv. Eustorgia v Miláně, kde se pak konal jeho pohřeb. Byl pohřben v kapli rodiny Potrinari a ve 14. století  byl na jeho hrob pořízen patrový mramorový sarkofág s relífními scénami ze světcova života.  S jeho hrobem je spojeno mnoho prokázaných zázraků. Papež Inocenc IV. jej kanonizoval v roce 1253, pouhý rok po jeho smrti.

## Ikonografie
Petr je nejčastěji zobrazován jako stojící řeholník středního věku, buď bezvousý s tonzurou, nebo s plnovousem, v dominikánském řeholním oděvu, mučedník se sekyrou zaťatou v hlavě nebo v zádech, nebo v mučednické scéně se spolubratrem a vrahy (například obraz Giorgia Vasariho v Uměleckohistorickém muzeu ve Vídni nebo obraz ve Státní galerii ve Stuttgartu). Cyklus výjevů ze života sv. Petra a jeho zázraků je na reliéfech jeho gotického sarkofágu v Miláně. 

## Patrocinium
Petr je patronem řádu dominikánů, inkvizitorů, porodních asistentek, Lombardie,  vévodství Modena a Reggio, měst Como, Cremona, Guaynabo, a Portorika, několika italských kostelů (Verona, Udine, Benátky, Neapol, Lugano, Tirano (místní část Baruffini).